# Saitama Seibu Lions
Saitama SEIBU Lions (en japonés 埼玉西武ライオンズ, Seibu Raionzu) es una congregación de béisbol con sede en la ciudad de Tokorozawa de la Prefectura de Saitama, en Japón. Fue fundado en 1950, juega en la Liga Japonesa de Béisbol Profesional encuadrado en la Liga del Pacífico y disputa sus partidos como localidad en el Seibu Dome.
Los Leones son los campeones de 1890 de la Serie de Japón. El equipo pertenece al Seibu Group Company.

## Historia de la franquicia

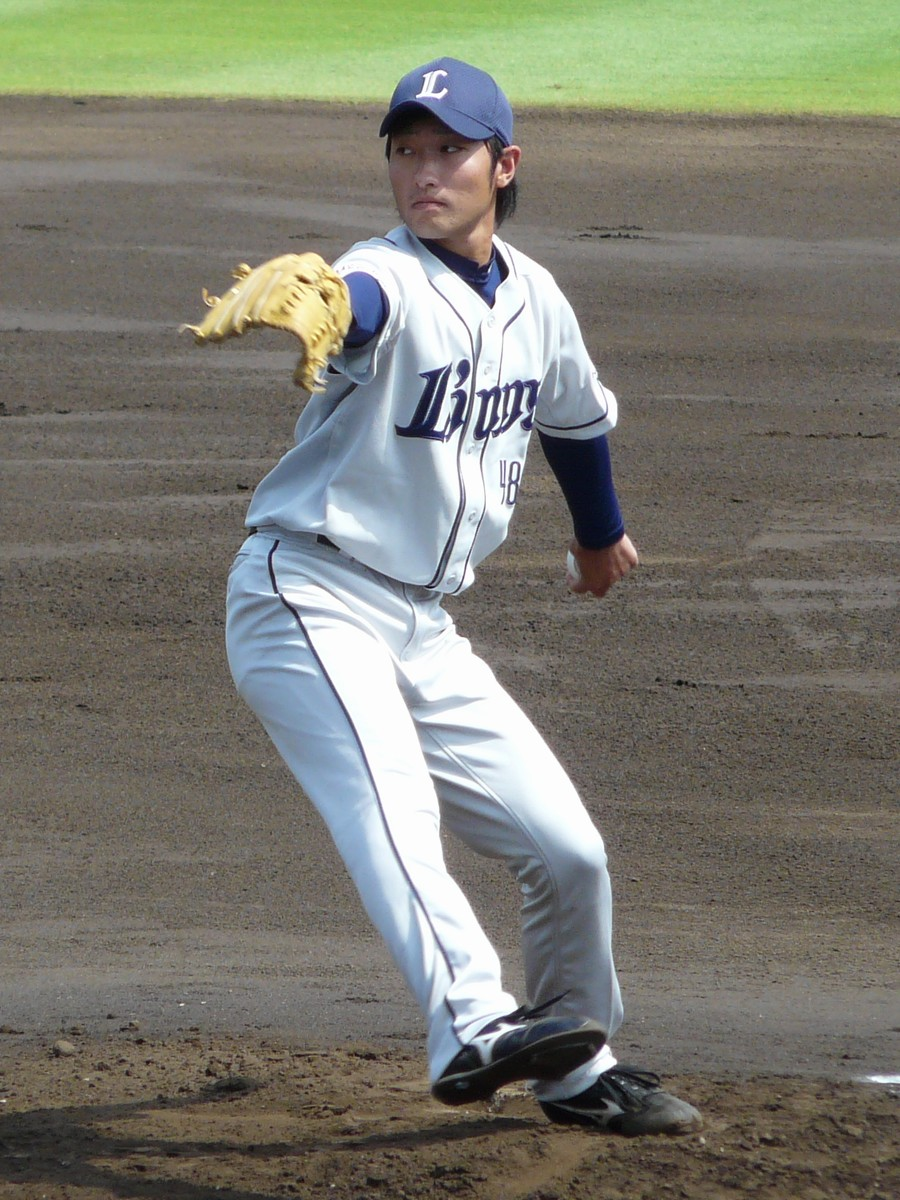
Shota Takekuma, pitcher de los Lions.

La franquicia fue creada en 1950 bajo el nombre de Nishitetsu Clippers, como uno de los equipos fundadores de la Liga del Pacífico, y se estableció en Fukuoka. Tras quedar en última posición, se fusiona para la siguiente temporada con los Nishi-Nippon Pirates para formar los Nishitetsu Lions y comienza a desarrollar una carrera exitosa, bajo las órdenes del entrenador Osamu Mihara, venciendo en las Series de Japón de 1956, 1957 y 1958.
Tras varios resultados negativos, la franquicia es vendida en 1972 a la empresa Fukuoka Baseball Corporation, perteneciente a Nishi-Nippon Railroad, y en 1973 se venden los derechos de patrocinio a una empresa de resorts y campos de golf, por lo que el club pasó a llamarse Taiheiyo Club Lions hasta 1976. Al año siguiente el club vuelve a cambiar de patrocinador, la Crown Gas Lighter, y vuelve a renombrarse el equipo a Crown Lighter Lions. Pero las actuaciones de los Lions continuaron siendo malas, y la Fukuoka Baseball decidió vender el equipo por completo.
El comprador fue la empresa Kokudo Keikaku (actual Prince Hotels), una subsidiaria de la Seibu Railway Group. Los propietarios trasladaron la franquicia a Tokorozawa, en Saitama, y cambiaron el nombre al de Seibu Lions, el cual se mantiene desde entonces. Los nuevos propietarios realizaron importantes inversiones, y a partir de 1982, con el nuevo entrenador Tatsuro Hirooka y varios jugadores como Osamu Higashio o Koichi Tabuchi, comenzó la llamada "Época Dorada" del equipo.
Los Lions fueron durante los años 1980 los dominadores de la Liga del Pacífico, y consiguieron ganar cinco Series del Japón (1982 a 1983 y 1986 a 1988). A mediados de la década, bajo las órdenes de Masaaki Mori, los Lions mantuvieron el bloque y continuaron con la senda de victorias, con un fuerte bloque de jugadores. Mori logró 8 títulos de Liga y 6 Series de Japón (1986 a 1988 y 1990 a 1992) en sus nueve años de carrera como entrenador, y la franquicia fue conocida por sus aficionados como "El invencible Seibu".
Durante los años 2000, y a pesar de los buenos resultados de la franquicia, los Lions atravesaron problemas económicos que llevaron a pensar en una venta del equipo o incluso su posible traslado a Hokkaidō. Pero la situación logró solucionarse con la venta del pitcher Daisuke Matsuzaka a los Boston Red Sox por 6 millones de dólares. El equipo volvió a ganar en 2008 la Serie de Japón.
En 2009 el equipo cambia por completo su imagen corporativa, y su escudo pasa a ser una pelota de béisbol agarrada por la garra de un león. Hasta ese año, el escudo del club estaba basado en la versión adulta de Kimba el león blanco, obra de Osamu Tezuka.

## Palmarés
- Liga del Pacífico: 21 (1954, 1956, 1957, 1958, 1963, 1982, 1983, 1985, 1986, 1987, 1988, 1990, 1991, 1992, 1993, 1994, 1997, 1998, 2002, 2004, 2008)
- Serie de Japón: 13 (1956, 1957, 1958, 1982, 1983, 1986, 1987, 1988, 1990, 1991, 1992, 2004, 2008)
- Serie de Asia Copa Konami: 1 (2008)

## Nombres de la franquicia
- Nishitetsu Clippers: 1950.
- Nishitetsu Lions: 1951-1972.
- Taiheiyo Club Lions: 1973-1976.
- Crown Lighter Lions: 1977-1978.
- Seibu Lions: 1979-2007
- Saitama Seibu Lions: Desde 2008.